# 캐시 심
캐시 심(Cathy Shim, 1980년 7월 18일 ~ )은 한국계 미국인 배우이다.

## 출연 작품
- 게이샤의 추억 - 남작의 손님 역